# Kategorie množin
Neformální úvod do tohoto tématu naleznete v sekci Teorie_kategorií#Neformální_úvod.
Kategorie množin označovaná Set je v matematice v teorii kategorií taková kategorie, jejímiž objekty jsou množiny. Šipky nebo morfismy mezi množinami A a B jsou (všude definovaná) zobrazení množiny A do B a skládání morfismů je skládání zobrazení.
Mnoho jiných kategorií (například kategorie grup s grupovými homomorfismy jako šipkami) přidává strukturu k objektům kategorie množin a/nebo omezuje šipky na zobrazení určitého druhu. Například objekty kategorie pologrup jsou pologrupy (nosné množiny vybavené asociativní binární operací) a morfismy nejsou všechna zobrazení mezi nosnými množinami, nýbrž jen homomorfismy. Objekty kategorie množin jsou však množiny bez „dodatečné informace“ a morfismy jsou všechna zobrazení mezi nimi.
Kategorie Set je významná proto, že „běžné kategorie“ (představující  nějakou matematickou strukturu a její morfismy) lze vnořit do kategorie Set, tj. chápat jako její podkategorie – takové jsou zvány „konkrétní kategorie“.
Například pologrupa či grupa je množina vybavená „dodatečnou informací“, což se běžně reprezentuje jako uspořádaná dvojice (u grupy lze též jako čtveřice), jejímž prvním prvkem je nosná množina. Pokud každé grupě přiřadíme její nosnou množinu a každému homomorfismu přiřadíme sama sebe, chápaného jako morfismus v Set, pak obdržíme vnoření kategorie grup (pologrup, atd.) do Set. Tj. daná kategorie je podkategorií Set, či striktněji řečeno, je izomorfní s podkategorií Set. 
Totéž platí pro většinu běžných kategorií, např. algebraických: kategorie monoidů, okruhů, svaz, Booleových algeber nebo algeber s libovolnou signaturou. Ale i jiných, jako je kategorie grafů, metrických prostorů, topologických prostorů či dokonce kategorie všech kategorií.

## Morfismy
Kategorie Set je tvořena třídou všech množin a třída všech morfismů je množina všech zobrazení {\displaystyle f:X\rightarrow Y} z nějaké množiny {\displaystyle X} do nějaké množiny {\displaystyle Y}:
{\displaystyle hom(\mathbf {Set} )=Y^{X}.}
Zobrazení, které prvku {\displaystyle x} přiřadí {\displaystyle g(f(x))}, značíme {\displaystyle g\circ f} (oproti méně časté konvenci, která je značí {\displaystyle f\circ g}).
Kategorie Set splňuje axiomy kategorie, protože skládání zobrazení je asociativní, a protože pro každou množinu {\displaystyle X} lze definovat identické zobrazení {\displaystyle id_{X}:X\rightarrow X}, které slouží jako neutrální prvek (prvek identity) pro skládání zobrazení.
Epimorfismy v Set jsou surjektivní zobrazení, monomorfismy jsou injektivní zobrazení a izomorfismy jsou bijektivní zobrazení.

## Limity
Iniciálním objektem v kategorii množin je prázdná množina, a prázdná zobrazení jako morfismy, terminálními objekty jsou všechny jednoprvkové množiny (singletony), s morfismy tvořenými zobrazeními všech prvků zdrojové množiny na jediný cílový prvek. V Set tedy neexistují nulové objekty.
Kategorie Set je silně úplná a silně co-úplná. Produkt v této kategorii je kartézský součin množin. Koprodukt je disjunktní sjednocení: pro množiny {\displaystyle A_{i}}, kde {\displaystyle i} prochází nějakou indexovou množinou {\displaystyle I}, zkonstruujeme koprodukt značený {\displaystyle \coprod _{i\in I}A_{i}} nebo {\displaystyle \bigoplus _{i\in I}A_{i}} jako sjednocení množin:
{\displaystyle \coprod _{i\in I}A_{i}:=\bigcup _{i\in I}A_{i}\times \{i\}\,\!=\{(x,i)|i\in I\wedge x\in A_{i}\},}
přičemž kartézský součin zajišťuje, že všechny komponenty budou disjunktní.

## Vztah k jiným kategoriím
Set je prototyp konkrétní kategorie; jiné kategorie jsou konkrétní, pokud jsou nějakým dobře definovaným způsobem „vystavěny“ z kategorie Set.
Každá dvouprvková množina slouží jako klasifikátor podobjektu v Set. Potenční objekt množiny A je její potenční množina {\displaystyle {\mathcal {P}}(A)\,\!} a exponenciální objekt množin A a B je množina všech zobrzení z A do B. Set je tedy topos (a konkrétně kartézsky uzavřený a exaktní v Barrově smyslu).
Set není Abelova kategorie, aditivní kategorie ani preaditivní kategorie.
Každá neprázdná množina je injektivní objekt v Set. Každá množina je projektivní objekt v Set (vyžaduje axiom výběru).
Konečně prezentovatelné objekty v Set jsou konečné množiny. Protože každá množina je přímou limitou svých konečných podmnožin, kategorie Set je lokálně prezentovatelná kategorie.
Pokud {\displaystyle {\mathcal {C}}} je libovolná kategorie, důležitými objekty studia jsou kontravariantní funktory z {\displaystyle {\mathcal {C}}} do Set. Pokud {\displaystyle A} je objektem z {\displaystyle {\mathcal {C}}}, pak příkladem takového funktoru je funktor z {\displaystyle {\mathcal {C}}} do Set, který převádí {\displaystyle X} na {\displaystyle Hom_{\mathcal {C}}(X,A)} (množinu morfismů v {\displaystyle {\mathcal {C}}} z {\displaystyle X} do {\displaystyle A}). Pokud {\displaystyle {\mathcal {C}}} je malá kategorie (tj. kolekce jejích objektů tvoří množinu), pak kontravariantní funktory z {\displaystyle {\mathcal {C}}} do Set spolu s přirozenými transformacemi jako jsou morfismy, tvoří novou kategorii, kategorii funktorů nazývanou kategorie předsvazků do {\displaystyle {\mathcal {C}}}.

## Vztah k teorii množin
V Zermelově–Fraenkelově teorii množin (ZF) není kolekce (třída) všech množin množinou; vyplývá to z axiomu fundovanosti. Kolekcím, které nejsou množinami, říkáme vlastní třídy. S vlastními třídami nemůžeme pracovat jako s množinami; konkrétně, nemůžeme psát, že tyto vlastní třídy patří do nějaké kolekce (množiny nebo vlastní třídy). To je problém, protože to znamená, že kategorii množin v tomto případě nelze přímočaře formalizovat. Kategorie jako Set, jejíž kolekce objektů tvoří vlastní třídu, se nazývají velké kategorie, pro jejich odlišení od malých kategorií, jejichž objekty tvoří množinu.
Jedním ze způsobů, jak vyřešit tento problém, je pracovat v systému, který dává vlastním třídám formální status, jako například Von Neumannova–Bernaysova–Gödelova teorie množin (NBG). V tomto případě se kategorie tvořené množinami nazývají malé, a kategorie (jako Set), které jsou tvořeny vlastními třídami se nazývají velké.
Dalším řešením je předpokládat existenci Grothendieckových univerz. Jednoduše řečeno, Grothendieckovo univerzum je taková množina, která je samotná modelem ZFC (pokud například nějaká množina patří do univerza, její prvky a její potenční množina bude také patřit do univerza). Existence Grothendieckových univerz (jiných než prázdná množina a množina {\displaystyle V_{\omega }} všech dědičně konečných množin) nevyplývá z obvyklých axiomů ZF; vyžaduje dodatečný, nezávislý axiom, zhruba ekvivalentní existenci silně nedosažitelných kardinálů. Pokud předpokládáme, že tento zvláštní axiom platí, můžeme omezit objekty kategorie Set na prvky určitého univerza. (V rámci modelu neexistuje „množina všech množin“, ale můžeme stále uvažovat třídu U všech vnitřních množin, tj. prvků univerza U.)
V jedné variantě tohoto schématu je třída množin sjednocením celé věže Grothendieckových univerz. (To je nutně vlastní třída, ale každé Grothendieckovo univerzum je množina, protože je prvkem nějakého většího Grothendieckova univerza.) Ale s „kategorií všech množin“ se přímo nepracuje. Věty jsou místo toho vyjádřené pomocí kategorie SetU, jejímiž objekty jsou prvky dostatečně rozsáhlého Grothendieckovo univerza U, a pak lze dokázat, že nezávisejí na konkrétní volbě U. Jako základ pro teorii kategorií je tento přístup srovnatelný se systémy jako Tarského–Grothendieckova teorie množin, ve které nemůžeme přímo pracovat s vlastními třídami; jeho základní nevýhodou je, že určitá věta může být pravdivá pro všechny SetU, ale již ne pro Set.
Byla navržena různá jiná řešení a variace výše uvedeného.
Stejné problémy se objevují i u jiných konkrétních kategorií, například kategorie grup nebo kategorie topologických prostorů.